# هانس نیکولوسی کاویلیا
هانس نیکولوسی کاویلیا (ایتالیایی: Hans Nicolussi Caviglia؛ زادهٔ ۱۸ ژوئن ۲۰۰۰) بازیکن فوتبال اهل ایتالیا است که به صورت قرضی برای باشگاه ونتزیا بازی می‌کند.

## باشگاهی
از باشگاه‌هایی که نیکولوسی در آن بازی کرده‌است می‌توان به باشگاه فوتبال زیر ۲۳ سال یوونتوس اشاره کرد.

## تیم ملی
وی همچنین در تیم‌های ملی فوتبال زیر ۱۷ سال ایتالیا، زیر ۱۸ سال ایتالیا و زیر ۱۹ سال ایتالیا بازی کرده‌است.